# Liste von Rebsorten/Y
Legende, Erläuterungen und Quellen: Siehe Hauptartikel!
Hinweise zu Änderungen bzw. Ergänzungen siehe Diskussion.
| Rebsorte - wichtige Synonyme | VIVC | Bild | Verw. | H. | Spe.  | Abstammung | Zü.J. | ha 2016 | Anbauländer |
| ---------------------------- | ---- | ---- | ----- | -- | ----- | ---------- | ----- | ------- | ----------- |
| Yaqui                        |      |      | RWT   |    | V.Vi. |            |       | 1       | Spanien     |